# Königreiche und Fürstentümer in Irland
Die Königreiche auf der Irischen Insel haben sich wahrscheinlich ab dem 4. Jahrhundert n. Chr. gebildet. Vor dieser Zeit gibt es wenige Informationen über die Herrschaftsstrukturen und -gebiete der keltischen Bevölkerung.
Nach 1169 n. Chr. kam es zu einem grundlegenden Wandel der Strukturen. In diesem Jahr begannen die Anglo-Normannen von England (eigentlich von Wales aus) aus ihre Herrschaft auf Irland auszudehnen.
Die heutigen Grafschaften (Countys) Irlands wurden zwischen dem 12. und 17. Jahrhundert gegründet. Ihre Zuordnung zu den frühen Königreichen und Fürstentümern bezieht sich also auf die geographische Lage der heutigen Countys.

## Strukturen in vormittelalterlicher Zeit
Die Römer kannten bereits die Irische Insel unter der Bezeichnung „Hibernia“. Irland war aber nie Herrschaftsgebiet des römischen Reiches.

## Die vier klassischen Königreiche
Die vier Provinzen Connacht, Leinster, Munster und Ulster reichen in der Geschichte bis ins frühe Mittelalter zurück. Heute sind sie als Namen für die vier Provinzen Irlands immer noch präsent. Die grobe Lage der 4 Königreiche auf der Irischen Insel, deren genauer Umfang sich durch die Geschichte immer wieder geändert hat, ist:
- Connacht im Nordwesten
- Leinster im Südosten
- Munster im Südwesten
- Ulster im Nordosten

### Königreich Connacht
Im (Früh)Mittelalter gehörte Roscommon zu Connacht. Clare war umstrittenes Gebiet zwischen Connacht und Munster. Die Bezeichnung Connaught ist engl., irisch ist Connachta, eigtl. ein Pluraletantum.

### Königreich Leinster
Im (Früh)Mittelalter gehörten die Gebiete der Countys Waterford und Laois zu Leinster.

### Königreich Munster
Im (Früh)Mittelalter gehörten die Gebiete der Countys Cork, Kerry und Limerick zu Munster. Clare war umstrittenes Gebiet zwischen Connacht und Munster.

### Königreich Ulster
Das Königreich Ulster umfasste die Gebiete der heutigen Countys Londonderry, Armagh und Monaghan. Aus dem Königreich Ulster ging nach verschiedenen Zeitangaben 332 n. Chr. bzw. im 5. Jahrhundert das Königreich Oriel hervor.

## Weitere mittelalterliche Königreiche

### Königreich Oriel
Mit der Gründung 332 übernahm das Königreich Oriel in weiten Teilen die Nachfolge des Reiches Ulster. Es wurden aber auch noch viele andere Königreiche errichtet.

### Königreich Brefni
Kerngebiet des Königreich Brefni war das County Leitrim.

### Königreich Meath
Das Königreich umfasste die Gebiete der heutigen Countys Longford, Westmeath und Meath sowie Teile von Cavan.
Zwischen 100 n. Chr. und 565 n. Chr. war Meath mit Connacht vereinigt.

### Königreich Dalriada
Das Königreich Dalriada (eigentlich Dál Riata) bestand aus einem irischen und einem schottischen Teil. Im 5. Jahrhundert gehörte auf irischer Seite der Norden von Antrim, auf schottischer Seite das County Argyll zum Gebiet von Dalriada. Von den Normannen wurde Anfang des 9. Jahrhunderts der irische Teil des Königreiches vom schottischen Teil getrennt und bildete mit dem heutigen County Down das Königreich Ulidia (oder Ulaidh).

### Königreich Ulidia (oder Ulaidh)
Anfang des 9. Jahrhunderts wurde Ulidia als Abspaltung des irischen Teils des Königreiches Dalriada gegründet.

## Wikingerkönigreiche
Zwischen dem 8. und dem 12. Jahrhundert fanden Überfälle der Wikinger auf Siedlungen und Klöster statt. Die Wikinger richteten in einigen Städten Stützpunkte ein, die sich im Laufe der Zeit zu eigenen Herrschaften entwickelten (Cork, Dublin, Limerick, Waterford und Wexford evtl. auch Carlingford).

### Wikingerkönigreich Dublin
Im Jahre 832 n. Chr. wurden die Gebiete um Dublin, Wexford später auch Waterford von Wikingern erobert. Dublin war die erste Stadt Irlands und Hauptstadt eines Königreiches der Wikinger das zeitweilig auch über die Isle of Man herrschte.

## Fürstentümer

### Fürstentum Desmond
1127 wurde das Fürstentum gegründet und umfasste das Gebiet des heutigen County Cork und Teile des County Kerry.

### Fürstentum Thomond
1127 wurde das Fürstentum gegründet. Sitz der Fürsten von Thomond war County Clare. Weitere Gebiete waren Limerick und Teile des County Kerry.

### Fürstentum Offaly
Zu Offaly gehörten der heutige County Offaly und Teile von Laois, Tipperary und Kildare.

## Anglo-Normannische bzw. Kambro-Normannische Invasion – Englische Vorherrschaft
Ab 1169 begann die Eroberung Irlands durch die Anglonormannen, in deren Folge weite Teile unter den Einfluss der englischen Krone gelangten (1169 Wexford, 1170 Dublin, 1171 Laois, Kildare, 1172 Waterford, Cork, Kilkenny 1173 Westmeath). In den folgenden Jahrhunderten wurden immer wieder Ausbreitungen vorgenommen, so fielen 1235 Roscommon, im 12. Jahrhundert Armagh und Antrim, 1570 Kerry, im 16. Jahrhundert Offaly und im 17. Jahrhundert Wexford an die englische Krone. Teilweise ging nach der Eroberung der Einfluss der Krone langsam zurück. Die eroberten Gebiete wurden oft als Lehen vergeben. Manche belehnten Adeligen versuchten ihre eigene Herrschaft zu festigen und weitgehende Unabhängigkeit von England zu erlangen. Im 17. Jahrhundert wurde unter Oliver Cromwell die englische Herrschaft gefestigt und blieb bis zur Unabhängigkeit Irlands für die gesamte Insel bestehen.